# Eucalyptus squamosa
Espèce
Classification phylogénétique
Eucalyptus squamosa est une espèce de plantes à fleurs du genre Eucalyptus et de la famille des Myrtaceae. C'est un arbre trouvé en Nouvelle-Galles du Sud, à l'est de l'Australie.

## Description
Eucalyptus squamosa est un arbre qui peut atteindre 12 mètres de haut. L'écorce est grise ou brun rougeâtre, feuilletée, légèrement tessellée et fibreuse. L'écorce persiste dans les petites branches supérieures.
Les feuilles juvéniles sont rondes ou largement lancéolées. Les feuilles adultes sont lancéolées ou parfois faucilles, mesurent de 7 à 12 centimètres de long et de 1 à 1,5 cm de large. Elles sont vert gris terne des deux côtés. À une courte distance, les feuilles peuvent paraître légèrement bleuâtres.
Les fleurs blanches se forment entre mai et octobre. Les fruits sont petits, de 0,5 sur 0,6 cm, avec généralement trois valves exsertes (des pointes de bois tranchantes émergent du sommet du fruit). Les fruits et les bourgeons peuvent apparaître défigurés, étant verruqueux et ridés. La régénération naturelle à partir de la graine se produit rarement, mais la plante a tendance à se rétablir bien après le feu par un taillis.

## Répartition et habitat
Eucalyptus squamosa se trouve dans le parc national Royal, le parc national des Blue Mountains, le parc national Ku-ring-gai Chase, le parc national Garigal, le parc national Lane Cove et d'autres réserves similaires, aussi loin au nord et à l'ouest que les districts de Putty et Broke.
Eucalyptus squamosa pousse sur et autour des plateaux de grès, souvent sur des sols latéritiques. Il est présent dans la forêt sclérophylle sèche, où le sol s'accumule dans les dépressions du grès.

## Source de la traduction
- (en) Cet article est partiellement ou en totalité issu de l’article de Wikipédia en anglais intitulé « Eucalyptus squamosa » (voir la liste des auteurs).